# Мусульманин (фільм)
«Мусульманин» — російський художній фільм 1995 року про долю російського мусульманина.

## Зміст
Микола Іванов вирушив на війну, де потрапив у полон до ісламістів. Витерпівши всі злигодні і знущання, він змирився з тим, що бойовики стратять його. Але місцевий селянин викупив Миколу і прихистив як свого рідного сина. Додому Іванов повертається іншою людиною. Тепер у нього інша віра, але місцеві жителі вороже сприймають односельця, що став мусульманином.

## Ролі
| Актор             | Роль                                    |
| ----------------- | --------------------------------------- |
| Євген Миронов     | Коля Іванов                             |
| Ніна Усатова      | тітка Соня, мати Колі                   |
| Олександр Балуєв  | Федько, брат Колі                       |
| Євдокія Германова | Вєрка                                   |
| Олександр Пєсков  | Невідомий (замполіт Колі в Афганістані) |
| Іван Бортник      | хресний                                 |
| Сергій Тарамаев   | отець Михайло                           |
| Петро Зайченко    | Павло Петрович                          |
| Володимир Ільїн   | Генашка, пастух                         |
| Іван Агафонов     | епізод                                  |

## Нагороди
- Гран-прі журі МКФ Монреаль — приз кінопреси за 1995, як найкращому фільму року.
- ОРКФ «Кінотавр» — приз найкращим акторам (Олександру Балуєву і Ніні Усатової)
- Приз «Ніка» — найкращому сценаристові, найкращому акторові.
- Призи МКФ «Золотий витязь» — за найкращу режисуру, найкращого сценаристу, найкращій актрисі.
- Призи кінопреси Росії-95 — найкращий фільм, найкращий актор (Євген Миронов)

## Знімальна група
- Режисер — Володимир Хотиненко
- Сценарист — Валерій Залотуха
- Продюсер — Володимир Хотиненко, Володимир Репніков
- Композитор — Олександр Пантикін